# Psychotic Waltz
Gli Psychotic Waltz sono un gruppo musicale progressive metal statunitense formatosi a San Diego in California nel 1985.

## Storia del gruppo

### Primi anni eA Social Grace(1986-1991)
Il gruppo si formò nel 1985 sotto il nome Aslan per iniziativa del cantante Buddy Lackey, dai chitarristi Brian McAlpin e Dan Rock, dal bassista Ward Evans e dal batterista Norman Leggio (quasi tutti polistrumentisti). Dopo aver inciso il demo omonimo l'anno seguente, gli Aslan cambiarono nome nel definitivo Psychotic Waltz in quanto scoprì l'esistenza di un altro gruppo con lo stesso nome. Tale scelta ricadde su questo nome poiché un loro amico descrisse la loro musica appunto come un «valzer psicotico».
Nel 1988 incisero un nuovo demo finanziato con i fondi provenienti dai loro primi concerti e dalla vendita delle loro magliette, gli stessi introiti serviti anche per la produzione dell'album d'esordio. Intitolato A Social Grace, il disco venne pubblicato nel 1990 attraverso la Sub-Sonic in madrepatria e dalla Rising Sun Productions in Germania e si caratterizzò per uno stile musicale differente rispetto ad altri gruppi progressive metal di quel periodo: la musica in esso presente, infatti, si discostava da quella dei Queensrÿche o dei Dream Theater, essendo più aggressiva e più pesante, e si avvicinava ai primi lavori dei Watchtower o dei Fates Warning, sebbene il modo di cantare di Buddy Lackey fosse più simile a quello di Ian Anderson dei Jethro Tull.
L'album venne accolto favorevolmente dalla critica ed ebbe un buon successo in Europa. Con l'aumento di notorietà arrivò anche l'invito per un'esibizione al Dynamo Open Air del 1991.

### Into the EverfloweMosquito(1992-1995)
Nel corso del 1991 il chitarrista Dan Rock subì un incidente che quasi gli costò la vita, ma nonostante ciò riuscì a partecipare alla realizzazione del secondo disco intitolato Into the Everflow e pubblicato nel 1992 dalla Dream Circle Records. Con questo album la band ha in parte abbandonato le sonorità del precedente, aggiungendo elementi psichedelici e atmosfere corpose. Grazie a questo lavoro vennero nominati come "miglior band hard rock" ai San Diego Music Awards.
Nel 1994, insieme al produttore Scott Burns, realizzarono il terzo album Mosquito, pubblicato nello stesso anno. A differenza dei predecessori, il disco risulta musicalmente meno intricato e più atmosferico, senza tralasciare la qualità degli arrangiamenti e l'impatto sonoro. L'album fu anche l'ultimo inciso con il bassista Ward Evans, rimpiazzato da Phil Cuttino.

### Bleeding, scioglimento e attività seguenti (1996-2010)
Nel 1996 gli Psychotic Waltz pubblicarono il quarto album in studio Bleeding, le cui sonorità possono essere considerate come una somma di tutte le sperimentazioni proposte nei primi tre album.
L'anno dopo, a causa di alcuni spiacevoli eventi, tra cui un incidente occorso durante la registrazione del videoclip di Faded, il gruppo si sciolse nel 1997 e i membri continuarono la propria attività musicale in altri progetti. Buddy Lackey si trasferì in Austria e nel 2000 fondò i Deadsoul Tribe, adottando lo pseudonimo Devon Graves; inoltre collaborò anche con gli Evenfall e con il progetto Ayreon del compositore olandese Arjen Anthony Lucassen.
Tra il 1998 e il 1999 uscirono due raccolte edite dalla Institute of Art Records, la prima, Live & Archives, un doppio CD contenente un concerto e delle tracce demo, la seconda, Dark Millenium, invece non include solo materiale esclusivo della band (live e demo), ma anche brani provenienti dai progetto parallelo di Brian McAlpin e Dan Rock. Nel 2004 la Metal Blade Records ristampò i loro album in formato CD raggruppandoli in due cofanetti: il primo contenente A Social Grace e Mosquito con l'aggiunta di un DVD bonus, mentre il secondo Into the Everflow e Bleeding più un CD di demo.

### Reunion (2010-presente)
Gli Psychotic Waltz si sono riformati nel 2010 con la formazione originaria, sebbene Dan Rock sia stato sostituito per un breve periodo dal chitarrista Steve Cox per alcuni concerti.
L'anno successivo la Century Media Records ha pubblicato il box set The Architects Arise: The First Ten Years, contenente i quattro album in studio in edizione vinile con l'aggiunta dei demo Aslan e Into the Everflow. Sempre nel 2011 hanno partecipato alla tournée Power of Metal insieme ai Nevermore e ai Symphony X, mentre l'anno successivo sono saliti sui palchi dei festival tedeschi Keep it True e Rock Hard.
Nel luglio 2019 hanno formato un contratto discografico con la Inside Out Music per la pubblicazione del quinto album in studio, il primo a distanza di oltre vent'anni da Bleeding. Intitolato The God-Shaped Void, l'album è stato pubblicato il 14 febbraio 2020 ed è stato anticipato a dicembre 2019 dal lyric video del brano Devils and Angels.

## Formazione
Attuale
- Devon Graves – voce, flauto (1985-1997, 2010-presente)
- Dan Rock – chitarra, tastiera (1985-1997, 2010-presente)
- Brian McAlpin – chitarra (1985-1997, 2010-presente)
- Ward Evans – basso (1985-1994, 2010-presente)
- Norman Leggio – batteria, percussioni (1985-1997, 2010-presente)

Ex componenti
- Phil Cuttino – basso (1995-1997)
- Steve Cox – chitarra (2010)

## Discografia

### Album in studio
- 1990 – A Social Grace
- 1992 – Into the Everflow
- 1994 – Mosquito
- 1996 – Bleeding
- 2020 – The God-Shaped Void

### Raccolte
- 1998 – Live & Archives
- 1999 – Dark Millenium
- 2011 – The Architects Arise: The First Ten Years